# Копасор
Копасор (каз. Қопасор) — село в Шалкарском районе Актюбинской области Казахстана. Входит в состав Жанаконысского сельского округа. Находится примерно в 37 км к юго-западу от центра города Шалкар. Код КАТО — 156441200.

## Население
В 1999 году население села составляло 218 человек (120 мужчин и 98 женщин). По данным переписи 2009 года, в селе проживали 172 человека (92 мужчины и 80 женщин).